# میرزا خلیل رفیع
میرزا خلیل رفیع کوچک‌ترین فرزند ملا رفیع شریعتمدار گیلانی (از مجتهدین طراز اول ایران در عصر ناصری) و از مشروطه خواهان گیلان بود.
او پس از انقلاب محرم ۱۳۲۷ ه‍.ق رشت که منجر به قتل حکمران گیلان آقابالا خان سردار افخم و تصرف رشت توسط مشروطه خواهان شد، به عنوان نخستین رئیس بلدیه (شهردار) رشت تعیین شد.
او در حالی که همچنان شهردار رشت بود، در وقایع سال ۱۳۳۰ ه‍.ق که منتهی به تصرف گیلان توسط قوای روس گردید، به دستور قنسول روس نکراسف بازداشت شد و به همراه عده‌ای دیگر از آزادیخواهان به بادکوبه فرستاده شد ولی این عده اندکی بعد آزاد شده و به گیلان بازگشتند. اما نکراسف مجدداً آنها را دستگیر کرد و پس از محاکمه‌ای نمایشی سه نفر از آنان را اعدام و بقیه را تبعید کرد. حاج میرزا خلیل رفیع این بار از جمله کسانی بود که به مدت پنج سال از گیلان تبعید شدند.
میرزا خلیل پس از سپری کردن مدت تبعید و بازگشت به گیلان، مقارن با نهضت جنگل مجدداً به سمت شهردار رشت انتخاب گردید.
منزل مسکونی او در رشت که در خیابان استاد مطهری و در برزنی که به نام وی نامگذاری شده واقع است، پس از بازسازی مقر شورای اسلامی شهر رشت گردیده است. نام محله خلیل آباد در شهر رودبار نیز برگرفته از نام اوست.